# Olli Määttä
Olli Määttä (ur. 22 sierpnia 1994 w Jyväskylä) – fiński hokeista, reprezentant Finlandii, olimpijczyk.

## Kariera klubowa
- JYP U16 (2008-2010)
- JYP U18 (2010)
- JYP U20 (2010-2011)
- D Team (2010-2011)
- Suomi U20 (2010-2011)
- London Knights (2011-2013)
- Wilkes-Barre/Scranton Penguins (2013)
- Pittsburgh Penguins (2013-2019)
- Chicago Blackhawks (2019-2020)
- Los Angeles Kings (2020-2022)
- Detroit Red Wings (2022-2024)
- Utah Mammoth (2024-)

Wychowanek klubu JYP. Sukcesywnie awansował w juniorskich drużynach klubu, jednak nie zagrał w seniorskim zespole w lidze SM-liiga. W maju 2011 w KHL Junior Draft został wybrany przez klub SKA Sankt Petersburg. W drafcie do kanadyjskich rozgrywek juniorskich CHL z 2011 przez kanadyjski klub London Knights. W połowie 2011 wyjechał do Kanady i przez dwa sezony grał w jego barwach w lidze OHL, dwukrotnie zdobywając z drużyną mistrzostwo rozgrywek. W drafcie NHL z 2012 został wybrany przez Pittsburgh Penguins. We wrześniu 2012 podpisał wstępny kontrakt z tą drużyną. Na koniec sezonu 2012/2013 został przekazany w fazie play-off do zespołu farmerskiego w lidze AHL. 3 października 2013 zadebiutował w rozgrywkach NHL w barwach ekipy Pingwinów z Pittsburga. W czerwcu 2019 przeszedł do Chicago Blackhawks. Od października 2020 zawodnik Los Angeles Kings. W lipcu 2022 przeszedł do Detroit Red Wings. Pod koniec października 2024 został zawodnikiem nowego zespołu w NHL, Utah Hockey Club.

## Kariera reprezentacyjna
Został reprezentantem Finlandii. Grał kadrach juniorskich kraju do lat 16, na mistrzostwach świata do lat 18 edycji 2011, do lat 20 edycji 2011, 2012, 2013, 2021.
W kadrze seniorskiej uczestniczył w turniejach zimowych igrzysk olimpijskich 2014, Pucharu Świata 2016.

## Sukcesy
Reprezentacyjne
- Brązowy medal zimowych igrzysk olimpijskich: 2014
- Srebrny medal mistrzostw świata: 2021

Klubowe
- Brązowy medal Mestis: 2011 z D Team
- Wayne Gretzky Trophy: 2012, 2013 z London Knights
- Hamilton Spectator Trophy: 2012, 2013 z London Knights
- Holody Trophy: 2012, 2013 z London Knights
- J. Ross Robertson Cup - mistrzostwo OHL: 2012, 2013 z London Knights
- Puchar Stanleya – mistrzostwo NHL: 2016, 2017 z Pittsburgh Penguins

Indywidualne
- Mistrzostwa świata do lat 18 w hokeju na lodzie mężczyzn 2011/Elita: jeden z trzech najlepszych zawodników reprezentacji na turnieju